# Võ lâm ngũ bá (phim truyền hình 1988)
Võ lâm ngũ bá là một bộ phim truyền hình Đài Loan chuyển thể từ Louis Cha của cuốn tiểu thuyết cùng tên. Bộ phim lần đầu tiên được phát sóng trên CTV tại Đài Loan vào năm 1988.

## Diễn viên
- Huỳnh Văn Hào là Quách Tĩnh / Quách Khiếu Thiên
- Trần Ngọc Liên là Hoàng Dung / Phùng Hằng
- Phan Hoành Bân là Dương Khang
- Chiu Shu-yi là Mục Niệm Từ
- Lee I-min là Hoàng Dược Sư
- Long Thiên Tường là Âu Dương Phong
- Giang Sinh là Hồng Thất Công
- Lung Kuan-wu là Chu Bá Thông
- Ke Wei-chia là Âu Dương Khắc
- Chen Li-hua là Mai Siêu Phong
- Yu Kuo-tong là Trần Huyền Phong
- Hsieh Ping-nan là Hoàn Nhan Hồng Liệt
- Yang Yuen-chang là Khưu Xử Cơ
- Liu Yu-ping là Lí Bình
- Hsiang Yun-peng là Dương Thiết Tâm
- Lin Hsiu-chun là Bao Tích Nhược
- Fan Jih-hsing là Doãn Chí Bình
- Li Chi-chian là Thành Cát Tư Hãn
- Hsian Huan-chen là Hoa Tranh
- Ting Hua-chung là Đà Lôi
- Wei Hung là Triết Biệt
- Huang Kuan-hsiung là Mã Ngọc
- Chiang Ying là Vương Xứ Nhất
- Mao Ching-shun là Kha Trấn Ác
- Ting Yang-kuo là Chu Thông
- Hsu Jo-hua là Hàn Tiểu Oanh
- Tang Fu-hsiung là Lương Tử Ông
- Peng Yu-lan là Lưu Anh
- Hsu Chia-jung là Vương Trùng Dương
- Li Lung-jin là Lục Thừa Phong
- Liang Xiushen là Nhạc Phi